# Paul Griffin (Ruderer)
Paul Griffin (* 1. September 1979 in Tralee) ist ein ehemaliger irischer Ruderer und Skilangläufer.

## Werdegang

### Rudern
Griffin begann bereits früh mit dem Rudern beim Muckross Rowing Club in Killarney und später beim Fossa Rowing Club. Bei den Olympischen Sommerspielen 2004 in Athen gehörte er zum Leichtgewichts-Vierer ohne Steuermann und wurde gemeinsam mit Richard Archibald, Eugene Coakley und Niall O’Toole am Ende Sechster. Beim Ruder-Weltcup in Luzern 2005 konnte Griffin erstmals für sein Heimatland eine Goldmedaille gewinnen. Bei den kurz darauf stattfindenden Ruder-Weltmeisterschaften 2005 im japanischen Gifu gewann er Silber mit dem Leichtgewichts-Vierer ohne Steuermann. Daraufhin wurde Griffin für seine Erfolge im Rudern mit dem Kerry Sports Star Award ausgezeichnet. Drei Jahre später bei den Olympischen Sommerspielen 2008 in Peking erreichte er in der gleichen Disziplin mit der Mannschaft den zehnten Platz. Bei den Ruder-Weltmeisterschaften 2006 auf dem Dorney Lake bei Eton erreichte er im Leichtgewichts-Vierer gemeinsam mit Gearóid Towey, Eugene Coakley und Richard Archibald die Bronzemedaille.

### Skilanglauf
Seit der Saison 2008/09 ist Griffin als Skilangläufer für sein Heimatland aktiv und absolvierte im Februar 2009 seine ersten Wettbewerbe im Alpencup. Bei den Nordischen Skiweltmeisterschaften 2009 in Liberec startete er in der Disziplin 50 km Freistil, wurde jedoch dabei überrundet und am Ende als 61. gewertet. Bei den nach der Weltmeisterschaft stattfindenden FIS-Rennen ging Griffin entweder nicht an den Start oder erzielte nur hintere Plätze. Bei den US-amerikanischen Meisterschaften 2010 in Anchorage erzielte er den 99. Platz. Nur zwölf Tage später erreichte er beim FIS-Rennen in Bozeman Platz 36 von insgesamt 37 Startern.